# Йожеф Ваго
Йожеф (Ванічек) Ваго (угор. József (Vanicsek) Vágó, 30 червня 1906, Дебрецен, Угорщина — 26 серпня 1945) — угорський футболіст, що грав на позиції захисника, зокрема, за клуб «Бочкаї», а також національну збірну Угорщини.

## Клубна кар'єра
Відомий за виступами за команду «Бочкаї», кольори якої і захищав протягом усієї своєї кар'єри гравця. 

## Виступи за збірну
1934 року дебютував в офіційних матчах у складі національної збірної Угорщини. Протягом кар'єри у національній команді, яка тривала 4 роки, провів у її формі 13 матчів.
У складі збірної був учасником чемпіонату світу 1934 року, брав участь у чвертьфіналі проти Австрії (1-2).
Помер 26 серпня 1945 року на 40-му році життя.